# 白瀬村
白瀬村（しらせむら）は三重県員弁郡にあった村。現在のいなべ市藤原町の北西部、国道306号の沿線にあたる。

## 地理
- 河川：員弁川

## 歴史
- 1889年（明治22年）4月1日 - 町村制の施行により、志礼石新田・市場村・本郷村・山口村の区域をもって発足。
- 1955年（昭和30年）4月3日 - 東藤原村・西藤原村・立田村・中里村が合併して藤原村が発足。同日白瀬村廃止。